# Pusparaja
Pusparaja is een bestuurslaag in het regentschap Tasikmalaya van de provincie West-Java, Indonesië. Pusparaja telt 4137 inwoners (volkstelling 2010).